# Tony Allen (koszykarz)
Anthony Allen (ur. 11 stycznia 1982 w Chicago) – amerykański koszykarz występujący na pozycjach rzucającego obrońcy lub niskiego skrzydłowego, mistrz NBA z sezonu 2007/2008.

## Szkoła średnia i college
Allen grał w drużynie szkoły średniej Crane w Chicago. Grał w jednym zespole z obecnym zawodnikiem Detroit Pistons Willem Bynumem. Stamtąd trafił do uniwersytetu Butler County College w Kansas, gdzie jako debiutant zdobywał 16,5 punktu, a także notował 6,1 zbiórki i 2,8 przechwytu na mecz. Takie osiągnięcia pozwoliły mu na zdobycie nagrody dla najlepszego debiutanta konferencji. Drugi sezon spędził w Wabash Valley College w Illinois, prowadząc swój zespół do bilansu 32-6.
Na ostatnie dwa lata studiów przeniósł się do Oklahoma State University. W swoim drugim sezonie gry został wybrany najlepszym graczem konferencji Big 12 po tym, jak zdobywał średnio 16 punktów na mecz i doprowadził swoją drużynę do Final Four rozgrywek NCAA. Został pierwszym zawodnikiem w historii Oklahoma State University, który zdobył ponad 1 000 punktów w dwóch kolejnych sezonach.

## Kariera w NBA

### Boston Celtics

#### 2004-2005
24 czerwca 2004 został wybrany z numerem 25 w drafcie przez Boston Celtics. 2 lipca 2004 podpisał czteroletni kontrakt wart 4 776 941 dolarów z czego decyzja o obowiązywaniu ostatniego roku kontraktu była po stronie Boston Celtics. Allen zadebiutował w NBA 3 listopada 2004 w spotkaniu przeciwko Philadelphia 76ers. Zdobył w nim 2 punkty podczas 6 minut gry. 22 stycznia 2005 wyszedł pierwszy raz wyszedł w wyjściowym składzie Celtics, wtedy też ustanowił rekord punktowy swojego pierwszego sezonu w NBA, zdobywając 20 punktów przeciwko Atlanta Hawks. W całym sezonie rozegrał 77 meczów, z czego aż 34 w pierwszej piątce. Zdobywał w nich 6,4 punktu na mecz, a także 2,9 zbiórki i 1 przechwyt.

#### 2005-2006
Podczas przerwy pomiędzy pierwszym a drugim sezonem Allen uczestniczył w strzelaninie, w której postrzelony został 29-letni mężczyzna obok restauracji w Chicago, w sierpniu 2005. Allen nie był podejrzewany o oddanie strzałów, ale został oskarżony o uszkodzenie lewego oka jednego z uczestników zdarzenia. Spędził przez to dwie doby w więzieniu. Podczas całego zdarzenia doznał poważnej kontuzji prawego kolana, która zmusiła go do opuszczenia 31 pierwszych meczów sezonu 2005-06. Ostatecznie 24 kwietnia 2007 sąd z Chicago go uniewinnił.
Do gry powrócił dopiero 6 stycznia 2006 w meczu przeciwko Atlanta Hawks. Zagrał w nim 30 minut i zdobył 9 punktów. Do końca sezonu nie opuścił już żadnego meczu, a w starciu z Cleveland Cavaliers, rozegranym 17 kwietnia 2006 pobił rekord kariery, rzucając 23 punkty. Sezon zakończył rzucając średnio 7.2 punktu, a także dodając do tego 2,2 zbiórki, 1,3 asysty i 1 przechwyt na mecz.

#### 2006-2007
26 października 2006 Boston Celtics skorzystali z zapisu w kontrakcie Allena i przedłużyli go do końca rozgrywek 2007/08. 15 grudnia 2006 pobił ponownie rekord kariery, zdobywając tym razem 30 punktów w spotkaniu przeciwko Denver Nuggets. Z kolei 7 stycznia 2007 w meczu przeciwko Orlando Magic zanotował aż 7 przechwytów, bijąc także w tej kategorii rekord kariery. 10 stycznia 2007 w końcówce spotkania przeciwko Indiana Pacers, Allen doznał poważnej kontuzji kolana. Doszło do niej podczas lądowania po efektownym wsadzie już po przerwaniu akcji przez sędziego gwizdkiem. Allen zerwał zarówno przednie, jak i tylne więzadła krzyżowe, co oznaczało dla niego koniec gry w sezonie 2006/07. Do tego momentu zagrał w 33 meczach sezonu zdobywając średnio rekordowe w karierze 11,5 punktu i dodając do tego 3,8 zbiórki, 1,7 zbiórki i 1,5 przechwytu na mecz.

#### 2007-2008
Allen wyzdrowiał dość szybko, bo już w pierwszym meczu nowego sezonu, 2 listopada 2007 pojawił się na parkiecie. W drużynie doszło do dużych zmian, przyszli Ray Allen i Kevin Garnett i to oni stali się najważniejszymi postaciami w zespole. Tony Allen został rezerwowym, który grał średnio tylko po 18 minut, ale gdy było trzeba, potrafił pomóc wydatnie drużynie. 24 listopada 2007 w spotkaniu przeciwko Charlotte Bobcats doznał kontuzji prawej pachwiny i został wyłączony z gry na 3 mecze. 30 grudnia 2007 wyszedł w pierwszej piątce przeciwko Los Angeles Lakers, ponieważ kontuzjowany był Rajon Rondo. Allen zagrał 42 minuty, podczas których zdobył 16 punktów i był odpowiedzialny za krycie Kobe Bryanta, który w całym meczu trafił tylko 6 z 24 rzutów z gry. W styczniu zagrał dwa najlepsze ofensywnie mecze w sezonie. Najpierw 4 stycznia 2008 zdobył 20 punktów przeciwko Memphis Grizzlies, a 29 stycznia 2008 powtórzył ten wynik w spotkaniu z Miami Heat. W całym sezonie zagrał 75 meczów, z czego 11 w pierwszym składzie, zdobywając średnio 6,6 punktu, 2,2 zbiórki i 1,5 asysty na mecz.
W pierwszej rundzie playoffs Celtics trafili na Atlanta Hawks. Wygrali rywalizację 4-3, ale dla Allena była to nieudana seria. Zagrał w 6 meczach i tylko raz przebywał na parkiecie dłużej niż 10 minut. W półfinale konferencji Celtics pokonali Cleveland Cavaliers 4:3, a rola Allena wciąż była znikoma, grał tylko w pierwszych trzech meczach, ale ani razu więcej niż przez 5 minut. W finale konferencji doszło do rywalizacji z Detroit Pistons. W pierwszych 4 spotkaniach Allen zagrał trzykrotnie, każdorazowo grając bardzo krótko. Przed piątym meczem nabawił się kontuzji, która go wyeliminowała z ostatnich dwóch spotkań finału konferencji, a także pierwszych trzech finału NBA. Zagrał w trzech ostatnich, po których Celtics wygrali 4:2 i zostali mistrzem NBA.

#### 2008-2009
1 lipca 2008 Celtics zdecydowali się nie podpisywać automatycznie kontraktu z Allenem, dzięki czemu ten został wolnym agentem. Ostatecznie jednak pozostał w Bostonie, podpisując nową, dwuletnią umowę z drużyną. Nowy sezon rozpoczął jako kluczowy zmiennik po tym jak zespół opuścił James Posey. 9 listopada 2008 w spotkaniu przeciwko Detroit Pistons zdobył najwięcej w sezonie 23 punkty. 6 stycznia 2009 z powodu urazu kostki opuścił mecz z Houston Rockets. Jak się okazało, kontuzja była na tyle poważna, że do gry wrócił dopiero 28 stycznia w spotkaniu przeciwko Sacramento Kings. 18 lutego 2009 przeszedł operację kciuka, która go wykluczyła z gry aż do 3 kwietnia. Sezon zakończył z zaledwie 46 rozegranymi meczami, w których zdobywał średnio 7,8 punktu, 2,3 zbiórki, 1,4 asysty i 1,2 przechwytu na mecz. W playoffs ponownie był pomijany przez Doca Riversa i zagrał tylko w 10 z 14 meczów, występując średnio po 6 minut na mecz. Od razu po sezonie, 3 czerwca poddał się kolejnej operacji prawej kostki.

#### 2009-2010
W nowych rozgrywkach zadebiutował dopiero 8 grudnia 2009 w meczu z Milwaukee Bucks. 27 grudnia 2009 zanotował pierwsze w karierze double-double w meczu przeciwko Los Angeles Clippers, w którym zdobył 10 punktów i 10 zbiórek. Do końca sezonu grał dość regularnie, kończąc sezon z 74 meczami na koncie. Zdobywał w nich średnio 6,1 punktu, 2,7 zbiórki, 1,3 asysty i 1,1 przechwytu na mecz. W pierwszym meczu serii playoffs przeciwko Miami Heat wykazał się świetną obroną w drugiej połowie spotkania przeciwko Dwyane'owi Wade'owi i został okrzyknięty jednym z bohaterów. Zdobył wtedy 14 punktów, zanotował 3 przechwyty i zablokował 2 rzuty. Dzięki tak dobrej grze, wywalczył sobie większą liczbę minut w kolejnych spotkaniach. W serii z Miami Heat tylko raz zagrał poniżej 10 minut, w ostatnim spotkaniu. W półfinale konferencji przeciwko Cleveland Cavaliers otrzymał zadanie krycia LeBrona Jamesa. Od czwartego meczu serii był w tym bardzo skuteczny, zatrzymując lidera Cavs na skuteczności 34% z gry. W czwartym spotkaniu zdobył 15 punktów, trafiając 6 z 7 rzutów wolnych, dołożył do tego 5 zbiórek, 1 asystę, 2 przechwyty i 1 blok. Po meczu Doc Rivers nazwał go najważniejszym obok Rajona Rondo bohaterem spotkania. Zarówno w finale konferencji, jak i finale NBA nie dostawał już tak wielu minut, jak w rywalizacji z Miami Heat i Cleveland Cavaliers.

### Memphis Grizzlies

#### 2010-2011
12 lipca 2010 Allen jako wolny agent przyjął ofertę Memphis Grizzlies i związał się z tą drużyną 3-letnim kontraktem, dzięki któremu zarobił blisko 9,5 miliona dolarów. Od początku sezonu Allen był rezerwowym, ale dostawał regularnie po kilkanaście minut gry. Sytuacja ta się zmieniła dopiero na początku lutego 2011, kiedy to kontuzji kończącej sezon doznał Rudy Gay. 8 lutego w spotkaniu przeciwko Oklahoma City Thunder zdobył 27 punktów i dołożył do tego 3 zbiórki, 1 asystę, 5 przechwytów i 3 bloki. 19 marca 2011 zagrał jeden z najlepszych meczów w karierze przeciwko Indiana Pacers. Zdobył 19 punktów, zebrał 11 piłek i miał do tego 6 asyst i 6 przechwytów. W sezonie zagrał w 72 meczach, zdobywając średnio 8,9 punktu na mecz. Do tego notował 2,7 zbiórki i 1,4 asysty.
Sezon zakończył na 5. miejscu w lidze ze średnią 1,79 przechwytów na mecz. Pod względem liczby przechwytów w przeliczeniu na minuty był najlepszy w całej lidze, wyprzedzając o ponad 1 przechwyt drugiego w tej klasyfikacji Chrisa Paula. Dzięki temu został wybrany do drugiej piątki najlepszych obrońców całej ligi.
Do playoffs awansował z ostatniego, ósmego miejsca, po czym jego Memphis Grizzlies wyeliminowali w pierwszej rundzie San Antonio Spurs 4-2. W drugiej rundzie lepsi od Grizzlies okazali się Oklahoma City Thunder, którzy wygrali po zaciętej, siedmiomeczowej serii 4-3. Allen we wszystkich meczach playoffs wychodził w pierwszej piątce. W 13 meczach zdobywał średnio 8,8 punktu, 2,9 zbiórki, 1,5 asysty i 1,92 przechwytu na mecz, co dało mu czwarte miejsce wśród wszystkich zawodników.

#### 2011-2012
Kolejne rozgrywki Allen rozpoczął w pierwszej piątce u boku Rudy'ego Gaya. W całym sezonie tylko raz rozpoczął mecz jako rezerwowy. Grał średnio ponad 26 minut na mecz i trzykrotnie przekraczał granicę 20 punktów zdobytych w jednym meczu. 23 kwietnia 2012 ustanowił rekord życiowy, notując aż 8 przechwytów w meczu przeciwko Cleveland Cavaliers. Na koniec sezonu znów był na piątym miejscu wśród najlepiej przechwytujących w lidze ze średnią 1,79 na mecz. Jego reputacja świetnego obrońcy wzrosła i tym razem został wybrany do pierwszej piątki najlepszych defensorów ligi. Został też wybrany najlepszym obrońcą na obwodzie przez generalnych menadżerów wszystkich drużyn NBA.

#### 2012-2013
Przed sezonem przeszedł operację kolana. Miała ona miejsce na tyle wcześnie, że nie zaburzyła przygotowań do nowego sezonu. 10 listopada w meczu przeciwko Houston Rockets potwierdził swoją świetną grę w obronie. Zatrzymał Jamesa Hardena na 18 punktach, a także skuteczności 4/18 z gry - 22,2%. Był to w tamtym momencie najgorszy mecz Hardena w sezonie. 3 stycznia 2013 rozegrał najlepszy mecz w sezonie, przeciwko swojej byłej drużynie - Boston Celtics. Zdobył 15 punktów, 5 zbiórek, 2 asysty i 1 przechwyt. Na koniec sezonu został wybrany do najlepszej piątki obrońców NBA.

#### Sezon 2013/14
W przerwie między sezonami, Allen będąc wolnym agentem, podpisał nowy kontrakt z Memphis Grizzlies. Ma on obowiązywać przez 4 lata, a zawodnik w tym czasie zarobi 20 milionów dolarów. W trakcie sezonu zasadniczego rozegrał 55 spotkań, z czego 28 w pierwszej piątce. Pomimo bardzo dobrej gry w połowie sezonu był łączony w kilku plotkach z innymi drużynami, między innymi z Minnesota Timberwolves. Ostatecznie został jednak w zespole i grał do końca sezonu.
15 września 2017 został zawodnikiem New Orleans Pelicans. 1 lutego 2018 trafił w wyniku wymiany do Chicago Bulls. 9 lutego został zwolniony.

## Osiągnięcia
Na podstawie, o ile nie zaznaczono inaczej.
NCAA
- Uczestnik
  - NCAA Final Four (2004)
  - turnieju NCAA (2003, 2004)
- Mistrz sezonu zasadniczego i turnieju konferencji Big 12 (2004)
- Zawodnik roku konferencji Big 12 (2004)[49]
- Most Outstanding Player (MOP=MVP) turnieju Big 12 (2004)[50]
- Najlepszy nowo przybyły zawodnik konferencji Big 12 (2003)
- Zaliczony do:
  - I składu:
    - Big 12 (2004)
    - turnieju Big 12 (2004)
    - defensywnego Big 12 (2004)
    - nowo przybyłych graczy Big 12 (2003)

  - składu All-Big 12 Honorable Mention (2003)

NBA
- Mistrz NBA (2008)
- Wicemistrz NBA (2010)
- Zaliczony do:
  - I składu:
    - defensywnego NBA (2012, 2013, 2015)[51]
    - letniej ligi NBA (2005)

  - II składu defensywnego NBA (2011, 2016, 2017)[51]
- Uczestnik Rising Stars Challenge (2005)

## Statystyki

### College
| Sezon   | Drużyna                         | M  | S5 | MPG  | FG%   | 3P%   | FT%   | RPG | APG | SPG | BPG | PPG  |
| ------- | ------------------------------- | -- | -- | ---- | ----- | ----- | ----- | --- | --- | --- | --- | ---- |
| 2001/02 | Butler County Community College | 32 | 0  | 30,2 | 51,0% | 27,5% | 60,8% | 6,1 | 3,3 | 0,0 | 0,0 | 16,5 |
| 2002/03 | Oklahoma State University       | 32 | 0  | 31,2 | 44,7% | 39,5% | 69,1% | 5,4 | 2,7 | 0,0 | 0,0 | 14,4 |
| 2003/04 | Oklahoma State University       | 35 | 0  | 31,6 | 50,4% | 29,7% | 67,5% | 5,5 | 3,1 | 0,0 | 0,0 | 16,0 |
| Razem   |                                 | 99 | 0  | 31,0 | 48,8% | 35,2% | 65,8% | 5,7 | 3,0 | 0,0 | 0,0 | 15,6 |

### NBA
Na podstawie Basketball-Reference.com (ang.)
| Sezon   | Drużyna     | M   | S5  | MPG  | FG%   | 3P%   | FT%   | RPG | APG | SPG | BPG | PPG  |
| ------- | ----------- | --- | --- | ---- | ----- | ----- | ----- | --- | --- | --- | --- | ---- |
| 2004/05 | Boston      | 77  | 34  | 16,4 | 47,5% | 38,7% | 73,7% | 2,9 | 0,8 | 1,0 | 0,3 | 6,4  |
| 2005/06 | Boston      | 51  | 9   | 19,2 | 47,1% | 32,4% | 74,6% | 2,2 | 1,3 | 1,0 | 0,4 | 7,2  |
| 2006/07 | Boston      | 33  | 18  | 24,4 | 51,4% | 24,2% | 78,4% | 3,8 | 1,7 | 1,5 | 0,4 | 11,5 |
| 2007/08 | Boston      | 75  | 11  | 18,3 | 43,4% | 31,6% | 76,2% | 2,2 | 1,5 | 0,8 | 0,3 | 6,6  |
| 2008/09 | Boston      | 46  | 2   | 19,3 | 48,2% | 22,2% | 72,5% | 2,3 | 1,4 | 1,2 | 0,5 | 7,8  |
| 2009/10 | Boston      | 54  | 8   | 16,5 | 51,0% | 0,0%  | 60,5% | 2,7 | 1,3 | 1,1 | 0,4 | 6,1  |
| 2010/11 | Memphis     | 72  | 31  | 20,8 | 51,0% | 17,4% | 75,3% | 2,7 | 1,4 | 1,8 | 0,6 | 8,9  |
| 2011/12 | Memphis     | 58  | 57  | 26,3 | 46,9% | 30,8% | 80,0% | 4,0 | 1,4 | 1,8 | 0,6 | 9,8  |
| 2012/13 | Memphis     | 79  | 79  | 26,7 | 44,5% | 12,5% | 71,7% | 4,6 | 1,2 | 1,5 | 0,6 | 8,9  |
| 2013/14 | Memphis     | 55  | 28  | 23,2 | 49,4% | 23,4% | 62,8% | 3,8 | 1,7 | 1,6 | 0,3 | 9,0  |
| 2014/15 | Memphis     | 63  | 41  | 26,2 | 49,5% | 34,5% | 62,7% | 4,4 | 1,4 | 2,0 | 0,5 | 8,6  |
| 2015/16 | Memphis     | 64  | 57  | 25,3 | 45,8% | 35,7% | 65,2% | 4,6 | 1,1 | 1,7 | 0,3 | 8,4  |
| 2016/17 | Memphis     | 71  | 66  | 27,0 | 46,1% | 27,8% | 61,5% | 5,5 | 1,4 | 1,6 | 0,4 | 9,1  |
| 2017/18 | New Orleans | 22  | 0   | 12,4 | 48,4% | 33,3% | 52,4% | 2,1 | 0,4 | 0,5 | 0,1 | 4,7  |
| Razem   |             | 820 | 441 | 22,0 | 47,5% | 28,2% | 70,9% | 3,5 | 1,3 | 1,4 | 0,4 | 8,1  |

### Play-offy
| Sezon | Drużyna | M   | S5 | MPG  | FG%   | 3P%   | FT%   | RPG | APG | SPG | BPG | PPG  |
| ----- | ------- | --- | -- | ---- | ----- | ----- | ----- | --- | --- | --- | --- | ---- |
| 2005  | Boston  | 7   | 3  | 12,9 | 44,4% | –     | 42,9% | 1,7 | 0,3 | 0,4 | 0,3 | 2,7  |
| 2008  | Boston  | 15  | 0  | 4,3  | 56,3% | 0,0%  | 40,0% | 0,2 | 0,2 | 0,1 | 0,0 | 1,3  |
| 2009  | Boston  | 10  | 0  | 6,0  | 50,0% | –     | 100%  | 0,9 | 0,3 | 0,2 | 0,0 | 0,9  |
| 2010  | Boston  | 24  | 0  | 16,3 | 48,0% | 0,0%  | 77,8% | 1,7 | 0,7 | 1,0 | 0,6 | 5,1  |
| 2011  | Memphis | 13  | 13 | 26,9 | 42,6% | 14,3% | 65,9% | 2,9 | 1,5 | 1,9 | 0,4 | 8,8  |
| 2012  | Memphis | 7   | 7  | 24,3 | 40,0% | 0,0%  | 70,6% | 3,1 | 0,7 | 1,3 | 1,0 | 6,9  |
| 2013  | Memphis | 15  | 15 | 28,1 | 43,2% | 25,0% | 75,9% | 6,1 | 1,8 | 2,0 | 0,3 | 10,3 |
| 2014  | Memphis | 7   | 1  | 32,9 | 48,6% | 0,0%  | 76,2% | 7,7 | 1,4 | 1,7 | 0,1 | 12,3 |
| 2015  | Memphis | 10  | 9  | 27,9 | 49,1% | 14,3% | 75,0% | 5,2 | 1,5 | 2,4 | 1,1 | 6,6  |
| 2016  | Memphis | 4   | 2  | 23,5 | 30,3% | 14,3% | 69,2% | 2,8 | 0,8 | 1,3 | 0,5 | 7,5  |
| Razem |         | 112 | 50 | 19,2 | 44,7% | 10,6% | 71,6% | 3,0 | 0,9 | 1,2 | 0,4 | 6,0  |